# Oblast Sliven
Oblast Sliven ali Slivenska oblast (bolgarsko Област Сливен, Сливенска област) je ena izmed 28 oblasti Bolgarije.
Leta 2011 je imela 197.473 prebivalcev na 3544 km² površine. Glavno mesto je Sliven.

## Upravna delitev
Oblast Sliven je razdeljena na 4 občine.
| Občina      | Cirilica           | Prebivalstvo 2011 | Upravno središče | Prebivalstvo 2011 |
| ----------- | ------------------ | ----------------- | ---------------- | ----------------- |
| Kotel       | Община Котел       | 19.391            | Kotel            | 5.798             |
| Nova Zagora | Община Нова Загора | 39.010            | Nova Zagora      | 22.507            |
| Sliven      | Община Сливен      | 125.268           | Sliven           | 92.478            |
| Tvrdica     | Община Твърдица    | 13.804            | Tvrdica          | 5.651             |

## Mesta
Kermen, Kotel, Nova Zagora, Sliven, Tvrdica, Šivačevo

## Demografska slika
Razvoj prebivalstva
| 1946    | 1965    | 1985    | 1992    | 2001    | 2011    |
| ------- | ------- | ------- | ------- | ------- | ------- |
| 175.053 | 219.702 | 239.448 | 234.785 | 218.474 | 197.473 |